# Grand Prix de Tennis de Toulouse 1985
Il Grand Prix de Tennis de Toulouse 1985  è stato un torneo di tennis giocato sul cemento indoor. È stata la 4ª edizione del Grand Prix de Tennis de Toulouse, che fa parte del Nabisco Grand Prix 1985. Il torneo si è giocato a Tolosa in Francia, dal 7 al 13 ottobre 1985.

## Campioni

### Singolare maschile
Yannick Noah ha battuto in finale  Tomáš Šmíd con il punteggio di 6–4, 6–4

### Doppio maschile
Ricardo Acuña /  Jakob Hlasek hanno battuto in finale  Pavel Složil /  Tomáš Šmíd con il punteggio di 3–6, 6–2, 9–7